# حفاری فراساحل

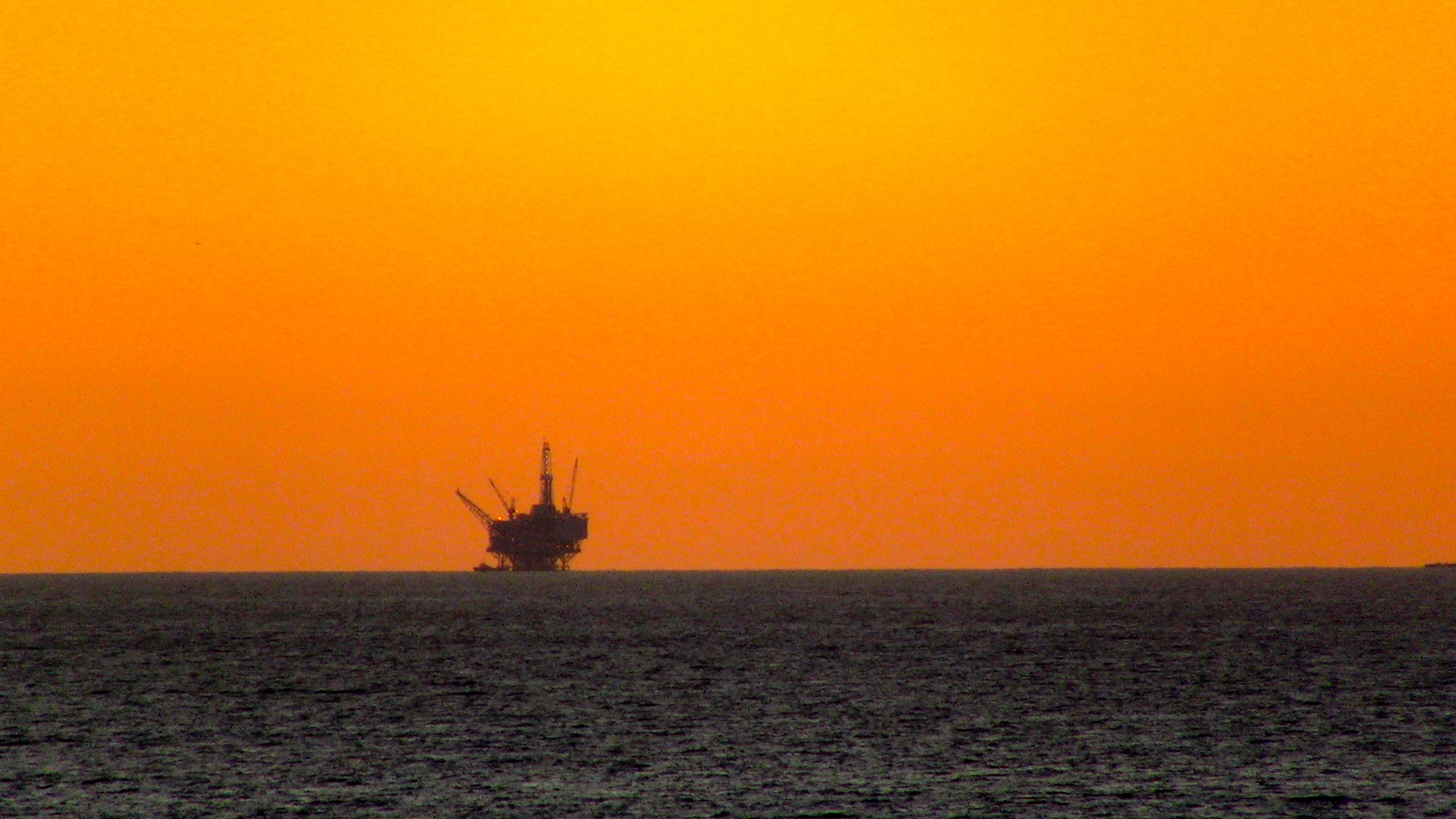
یک سکوی نفتی از دور دست، سکوهای نفتی برای حفاری در بستر دریا (فراساحل) استفاده می‌شوند

حفاری فراساحل (به انگلیسی: Offshore drilling) به مجموعه فنون و عملیاتی که در حفر چاه‌های خارج از خشکی استفاده می‌شود اصطلاحاً حفاری فراساحل گفته می‌شود. این نوع از حفاری معمولاً جهت استخراج نفت از زیر بستر دریا مورد استفاده قرار می‌گیرد.
اصول حفاری در دریا و خشکی اختلاف چندانی با هم ندارند و عموماً در زیر آب نیز حفاری به روش چرخشی صورت می‌گیرد اما تجهیزات، منابع و امکانات این دو تفاوت زیادی باهم دارند.

## تاریخچه
اولین چاه نفت با شیوه صنعتی در خشکی توسط ادوین درِیک به سال ۱۸۵۹ میلادی حفر شد. حفاری فراساحل برای اولین بار ۳۸ سال بعد در ۱۸۹۵ میلادی در کانال سانتا باربارا واقع در کالیفرنیا با یک دکل چوبی صورت گرفت. برای پایداری دکل او از یک کوتاه‌اسکله چوبی که به خشکی کنار میدان متصل بود استفاده کرد. تنها پنج سال بعد از این رخداد ۱۵۰ حلقه چاه نفتی فراساحل در منطقه وجود داشت. در سال ۱۹۲۱ میلادی، کوتاه اسکله‌های فولادی در رینکن و اِلوود (کالیفرنیا) برای حمایت دکلها مورد استفاده قرار گرفت.
در سال ۱۹۳۲ میلادی، یک جزیره فولادی توسط یک شرکت نفتی کوچک برای حمایت از دکل حفاری ساخته شد. هرچند چاه‌های حفر شده با این وسیله خوب نبودند و خود وسیله نیز توسط یک طوفان در سال ۱۹۴۰ نابود شده است، اما به عنوان پیشرو دکل‌های حفاری ثابت امروز محسوب می‌شود.